# 吉隆镇 (吉隆县)
吉隆镇（藏語：སྐྱིད་གྲོང་）是中华人民共和国西藏自治区日喀则市吉隆县下辖的一个镇。位于吉隆县南部，吉隆藏布河畔，北距县城宗嘎镇70公里，是中国西藏与尼泊尔边境贸易的重镇，自古以来就是西藏与尼泊尔及南亚国家的通商要道。全镇平均海拔2700米，地处亚热带山地季风气候区，降水丰富，气候温润，处于珠穆朗玛峰国家级自然保护区范围内。1961年，经中国政府批准开放了吉隆口岸，1987年获批为国家一类陆路口岸。
在吉隆镇达曼村居住这一群尼泊尔人后裔，被称为达曼人，他们善于打铁。2003年达曼人正式加入中国国籍，目前人口不足200人。

## 行政区划
吉隆镇下辖以下村级行政区划单位：
吉隆社区、帮兴社区、热玛村、扎村、多甫吉甫村、宗堆村、江村、朗曲村、冲色村、乃夏村和玛嘎村。

## 中国传统村落
2012年，帮兴村被评为首批“中国传统村落”。